# Pecos Bill (bande dessinée)
Pour les articles homonymes, voir Pecos Bill (homonymie).
Pecos Bill est une série de bande dessinée de western créée en Italie en 1949 dans Albi d'Oro par le scénariste Guido Martina et le dessinateur Pier Luigi De Vita. Elle met en scène Pecos Bill, héros légendaire du Far West, et ses aventures contre divers brigands, hors-la-loi et indiens. Raffaele Paparella, Dino Battaglia, Gino D'Antonio, Leone Cimpellin, Armando Monasterolo, Victor de la Fuente figurent parmi ses différents dessinateurs.
La série de BD (ou de fumetti) a été traduite en français et publiée en France dès 1950 par la SAGE dans divers petits formats. Elle a été ultérieurement diffusée par Aventures et Voyages et Jeunesse et Vacances (dans un petit format homonyme).